# АТХ код B01
АТХ код B01 (англ. ATC code B01)  «Антикоагулянты» — раздел система буквенно-цифровых кодов Анатомо-терапевтическо-химической классификации, разработанных Всемирной организацией здравоохранения для классификации лекарств и других медицинских продуктов. Подгруппа B01 является частью группы препаратов B «Препараты, влияющие на кроветворение и кровь».
Коды для применения в ветеринарии (ATCvet коды) могут быть созданы путём добавления буквы Q в передней части человеческого Код ATC: QB01.
Из-за различных национальных особенностей в классификацию АТС могут включаться дополнительные коды, которые отсутствуют в этом списке, который составлен Всемирной организацией здравоохранения.

## B01A Антикоагулянты

### B01AA Антагонистывитамина K
B01AA01 Дикумарин
B01AA02 Phenindione
B01AA03 Варфарин
B01AA04 Phenprocoumon
B01AA07 Acenocoumarol
B01AA08 Ethyl biscoumacetate
B01AA09 Clorindione
B01AA10 Ратиндан
B01AA11 Tioclomarol
B01AA12 Fluindione

### B01ABГепарин
B01AB01 Гепарин
B01AB02 Антитромбин
B01AB04 Dalteparin
B01AB05 Enoxaparin
B01AB06 Nadroparin
B01AB07 Parnaparin
B01AB08 Reviparin
B01AB09 Danaparoid
B01AB10 Tinzaparin
B01AB11 Sulodexide
B01AB12 Bemiparin
B01AB51 Heparin, combinations

### B01AC Антиагреганты
B01AC01 Ditazole
B01AC02 Cloricromen
B01AC03 Picotamide
B01AC04 Clopidogrel
B01AC05 Ticlopidine
B01AC06 Ацетилсалициловая кислота
B01AC07 Dipyridamole
B01AC08 Carbasalate calcium
B01AC09 Epoprostenol
B01AC10 Indobufen
B01AC11 Iloprost
B01AC13 Abciximab
B01AC15 Aloxiprin
B01AC16 Eptifibatide
B01AC17 Tirofiban
B01AC18 Triflusal
B01AC19 Beraprost
B01AC21 Treprostinil
B01AC22 Prasugrel
B01AC23 Cilostazol
B01AC24 Ticagrelor
B01AC25 Cangrelor
B01AC26 Vorapaxar
B01AC30 Combinations
B01AC56 Acetylsalicylic acid, combinations with proton pump inhibitors

### B01AD Ферменты
B01AD01 Стрептокиназа
B01AD02 Alteplase
B01AD03 Anistreplase
B01AD04 Урокиназа
B01AD05 Фибринолизин
B01AD06 Brinase
B01AD07 Reteplase
B01AD08 Saruplase
B01AD09 Ancrod
B01AD10 Drotrecogin alfa (activated)
B01AD11 Tenecteplase
B01AD12 Protein C

### B01AE Прямые ингибиторы тромбина
B01AE01 Гирудин
B01AE02 Lepirudin
B01AE03 Argatroban
B01AE04 Melagatran
B01AE05 Ximelagatran
B01AE06 Bivalirudin
B01AE07 Dabigatran etexilate

### B01AF Прямые ингибиторы фактора Xa
B01AF01 Rivaroxaban
B01AF02 Apixaban

### B01AX Другие
B01AX01 Defibrotide
B01AX04 Dermatan sulfate
B01AX05 Fondaparinux